# 斯洛文尼亚丘陵内圣尤里市镇

斯洛文尼亚丘陵内圣尤里市镇於斯洛維尼亞的位置

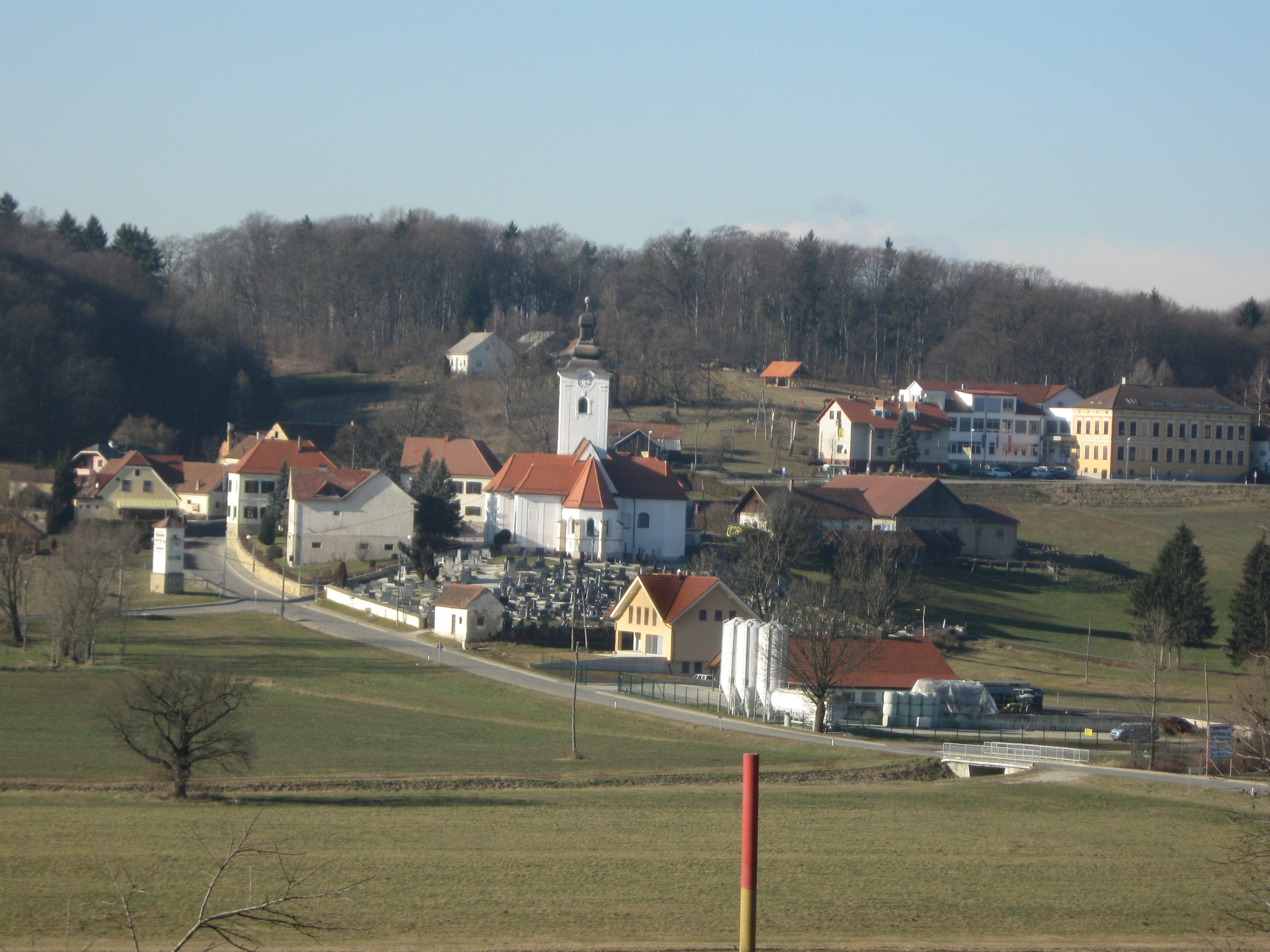
斯洛文尼亚丘陵内圣尤里市镇

斯洛文尼亚丘陵内圣尤里市镇是斯洛文尼亞東北部下施蒂利亞地區的一个市镇，行政中心为尤羅夫斯基多爾。该市镇設立於2006年，从当时的莱纳尔特市镇析出而成。屬於波德拉夫统计区。市镇面积为34平方公里，2019年人口数量为2,096人。
市镇名字源自本地堂区教堂，该教堂是奉献给圣乔治。

## 外部連結
- 维基共享资源上的相關多媒體資源：斯洛文尼亚丘陵内圣尤里市镇
- 官方网站  （斯洛文尼亚文）
- Sveti Jurij v Slovenskih Goricah on Geopedia （页面存档备份，存于）